# Rouge-Perriers
Rouge-Perriers är en kommun i departementet Eure i regionen Normandie i norra Frankrike. Kommunen ligger i kantonen Beaumont-le-Roger som tillhör arrondissementet Bernay. År 2022 hade Rouge-Perriers 368 invånare.

## Befolkningsutveckling
Antalet invånare i kommunen Rouge-Perriers
Referens:INSEE